# Station Krzycko Wielkie
Station Krzycko Wielkie is een spoorwegstation in de Poolse plaats Krzycko Wielkie.